# Critics’ Choice Movie Awards 2013
Die Critics’ Choice Movie Awards 2013 der Broadcast Film Critics Association waren die 18. Veranstaltung ihrer Art. Die Preisträger wurden am 10. Januar 2013 im Barker Hangar auf dem Santa Monica Airport im kalifornischen Santa Monica präsentiert. Die Kritiker würdigten die besten Leistungen des Filmjahres 2012. Die Zeremonie wurde live auf dem US-amerikanischen Fernsehsender CW Television Network ausgestrahlt.
Die Nominierungen für die diesjährigen 28 Kategorien wurden am 11. Dezember 2012 bekanntgegeben.

## Gewinner und Nominierte
| Film                               | N   | A |
| ---------------------------------- | --- | - |
| Lincoln                            | 130 | 3 |
| Les Misérables                     | 110 | 1 |
| Silver Linings                     | 100 | 4 |
| Life of Pi: Schiffbruch mit Tiger  | 9   | 2 |
| James Bond 007: Skyfall            | 7   | 3 |
| Argo                               | 7   | 2 |
| The Master                         | 7   | 1 |
| Zero Dark Thirty                   | 5   | 2 |
| Looper                             | 5   | 1 |
| Moonrise Kingdom                   | 5   | 0 |
| The Dark Knight Rises              | 4   | 0 |
| Der Hobbit: Eine unerwartete Reise | 4   | 0 |
| Beasts of the Southern Wild        | 3   | 1 |
| Cloud Atlas                        | 3   | 1 |
| Marvel’s The Avengers              | 3   | 0 |
| Bernie                             | 3   | 0 |
| Ted                                | 3   | 0 |
| Immer Ärger mit 40                 | 3   | 0 |

### Bester Film
Argo
- Beasts of the Southern Wild
- Django Unchained
- Les Misérables
- Life of Pi: Schiffbruch mit Tiger (Life of Pi)
- Lincoln
- The Master
- Moonrise Kingdom
- Silver Linings (Silver Linings Playbook)
- Zero Dark Thirty

### Bester Hauptdarsteller
Daniel Day-Lewis – Lincoln
- Bradley Cooper – Silver Linings (Silver Linings Playbook)
- Denzel Washington – Flight
- Hugh Jackman – Les Misérables
- Joaquin Phoenix – The Master
- John Hawkes – The Sessions – Wenn Worte berühren (The Sessions)

### Beste Hauptdarstellerin
Jessica Chastain – Zero Dark Thirty
- Emmanuelle Riva – Liebe (Amour)
- Jennifer Lawrence – Silver Linings (Silver Linings Playbook)
- Marion Cotillard – Der Geschmack von Rost und Knochen (De rouille et d’os)
- Naomi Watts – The Impossible (Lo imposible)
- Quvenzhané Wallis – Beasts of the Southern Wild

### Bester Nebendarsteller
Philip Seymour Hoffman – The Master
- Alan Arkin – Argo
- Javier Bardem – James Bond 007: Skyfall (Skyfall)
- Matthew McConaughey – Magic Mike
- Robert De Niro – Silver Linings (Silver Linings Playbook)
- Tommy Lee Jones – Lincoln

### Beste Nebendarstellerin
Anne Hathaway – Les Misérables
- Amy Adams – The Master
- Ann Dowd – Compliance
- Helen Hunt – The Sessions – Wenn Worte berühren (The Sessions)
- Judi Dench – James Bond 007: Skyfall (Skyfall)
- Sally Field – Lincoln

### Beste Jungdarsteller
Quvenzhané Wallis – Beasts of the Southern Wild
- Elle Fanning – Ginger & Rosa
- Kara Hayward – Moonrise Kingdom
- Logan Lerman – Vielleicht lieber morgen (The Perks of Being a Wallflower)
- Suraj Sharma – Life of Pi: Schiffbruch mit Tiger (Life of Pi)
- Tom Holland – The Impossible (Lo imposible)

### Bestes Schauspielensemble
Silver Linings (Silver Linings Playbook)
- Argo
- Best Exotic Marigold Hotel (The Best Exotic Marigold Hotel)
- Lincoln
- Les Misérables
- Moonrise Kingdom

### Beste Regie
Ben Affleck – Argo
- Ang Lee – Life of Pi: Schiffbruch mit Tiger (Life of Pi)
- David O. Russell – Silver Linings (Silver Linings Playbook)
- Kathryn Bigelow – Zero Dark Thirty
- Steven Spielberg – Lincoln
- Tom Hooper – Les Misérables

### Bestes Originaldrehbuch
Quentin Tarantino – Django Unchained
- John Gatins – Flight
- Mark Boal – Zero Dark Thirty
- Paul Thomas Anderson – The Master
- Rian Johnson – Looper
- Wes Anderson und Roman Coppola – Moonrise Kingdom

### Bestes adaptiertes Drehbuch
Tony Kushner – Lincoln
- Chris Terrio – Argo
- David Magee – Life of Pi: Schiffbruch mit Tiger (Life of Pi)
- David O. Russell – Silver Linings (Silver Linings Playbook)
- Stephen Chbosky – Vielleicht lieber morgen (The Perks of Being a Wallflower)

### Beste Kamera
Claudio Miranda – Life of Pi: Schiffbruch mit Tiger (Life of Pi)
- Danny Cohen – Les Misérables
- Janusz Kamiński – Lincoln
- Mihai Mălaimare Junior – The Master
- Roger Deakins – James Bond 007: Skyfall (Skyfall)

### Bestes Szenenbild
Sarah Greenwood und Katie Spencer – Anna Karenina
- Dan Hennah, Ra Vincent und Simon Bright – Der Hobbit: Eine unerwartete Reise (The Hobbit: An Unexpected Journey)
- David Gropman und Anna Pinnock – Life of Pi: Schiffbruch mit Tiger (Life of Pi)
- Eve Stewart und Anna Lynch-Robinson – Les Miserables
- Rick Carter und Jim Erickson – Lincoln

### Bester Schnitt
William Goldenberg und Dylan Tichenor – Zero Dark Thirty
- Melanie Oliver und Christopher Dickens – Les Miserables
- Michael Kahn – Lincoln
- Tim Squyres – Life of Pi: Schiffbruch mit Tiger (Life of Pi)
- William Goldenberg – Argo

### Beste Kostüme
Jacqueline Durran – Anna Karenina
- Kym Barrett und Pierre-Yves Gayraud – Cloud Atlas
- Bob Buck, Ann Maskrey und Richard Taylor – Der Hobbit: Eine unerwartete Reise (The Hobbit: An Unexpected Journey)
- Paco Delgado – Les Miserables
- Joanna Johnston – Lincoln

### Bestes Make-up
Cloud Atlas
- Der Hobbit: Eine unerwartete Reise (The Hobbit: An Unexpected Journey)
- Lincoln
- Les Miserables

### Beste visuelle Effekte
Life of Pi: Schiffbruch mit Tiger (Life of Pi)
- Cloud Atlas
- The Dark Knight Rises
- Der Hobbit: Eine unerwartete Reise (The Hobbit: An Unexpected Journey)
- Marvel’s The Avengers

### Bester animierter Spielfilm
Ralph reichts (Wreck-It Ralph)
- Frankenweenie
- Die Hüter des Lichts (Rise of the Guardians)
- Madagascar 3: Flucht durch Europa (Madagascar 3: Europe’s Most Wanted)
- Merida – Legende der Highlands (Brave)
- ParaNorman

### Bester Actionfilm
James Bond 007: Skyfall (Skyfall)
- The Dark Knight Rises
- Looper
- Marvel’s The Avengers

### Bester Schauspieler in einem Actionfilm
Daniel Craig – James Bond 007: Skyfall (Skyfall)
- Christian Bale – The Dark Knight Rises
- Jake Gyllenhaal – End of Watch
- Joseph Gordon-Levitt – Looper
- Robert Downey Jr. – Marvel’s The Avengers

### Beste Schauspielerin in einem Actionfilm
Jennifer Lawrence – Die Tribute von Panem – The Hunger Games (The Hunger Games)
- Anne Hathaway – The Dark Knight Rises
- Emily Blunt – Looper
- Gina Carano – Haywire
- Judi Dench – James Bond 007: Skyfall (Skyfall)

### Beste Komödie
Silver Linings (Silver Linings Playbook)
- 21 Jump Street
- Bernie
- Ted
- Immer Ärger mit 40 (This Is 40)

### Bester Schauspieler in einer Komödie
Bradley Cooper – Silver Linings (Silver Linings Playbook)
- Channing Tatum – 21 Jump Street
- Jack Black – Bernie
- Mark Wahlberg – Ted
- Paul Rudd – Immer Ärger mit 40 (This Is 40)

### Beste Schauspielerin in einer Komödie
Jennifer Lawrence – Silver Linings (Silver Linings Playbook)
- Leslie Mann – Immer Ärger mit 40 (This Is 40)
- Mila Kunis – Ted
- Rebel Wilson – Pitch Perfect
- Shirley MacLaine – Bernie

### Bester Sci-Fi-/Horror-Film
Looper
- The Cabin in the Woods
- Prometheus – Dunkle Zeichen (Prometheus)

### Bester fremdsprachiger Film
Liebe (Amour)
- Der Geschmack von Rost und Knochen (De rouille et d’os)
- Die Königin und der Leibarzt (En kongelig affære)
- Ziemlich beste Freunde (Intouchables)

### Bester Dokumentarfilm
Searching for Sugar Man
- Bully
- Queen of Versailles
- The Central Park Five
- The Imposter
- West of Memphis

### Bestes Lied
„Skyfall“ – Interpret Adele; Liedtexter Adele Adkins und Paul Epworth – James Bond 007: Skyfall (Skyfall)
- „For You“ – Interpret Keith Urban; Liedtexter Monty Powell und Keith Urban – Act of Valor
- „Learn Me Right“ – Interpret Birdy mit Mumford & Sons; Liedtexter Mumford & Sons – Merida – Legende der Highlands (Brave)
- „Still Alive“ – Interpret Paul Williams; Liedtexter Paul Williams – Paul Williams Still Alive
- „Suddenly“ – Interpret Hugh Jackman; Musik Claude-Michel Schönberg; Text Alain Boublil und Herbert Kretzmer – Les Miserables

### Bester Komponist
John Williams – Lincoln
- Alexandre Desplat – Argo
- Alexandre Desplat – Moonrise Kingdom
- Jonny Greenwood – The Master
- Mychael Danna – Life of Pi: Schiffbruch mit Tiger (Life of Pi)